# Лицкнуры
Лицкнуры (горномар. Лицкӹныр) — деревня в Горномарийском районе Марий Эл Российской Федерации. Входит в состав Виловатовского сельского поселения.
Численность населения — 27 чел. (2010 год).

## География
Располагается в 6,5 км от административного центра сельского поселения — села Виловатово.

## История
Марийское название происходит от слов «ныр» — поле и имени одного из основателей деревни «Лицык» («Лацак»). В XVI—XVIII веках поселение являлась составной частью общины-деревни Средние Кожважи. Впервые упоминается в 1795 году как выселок Лацакнур из деревни Средние Кожважи.

## Население
| 2002 | 2010 |
| ---- | ---- |
| 43   | ↘27  |